# Renegravio (abbigliamento)

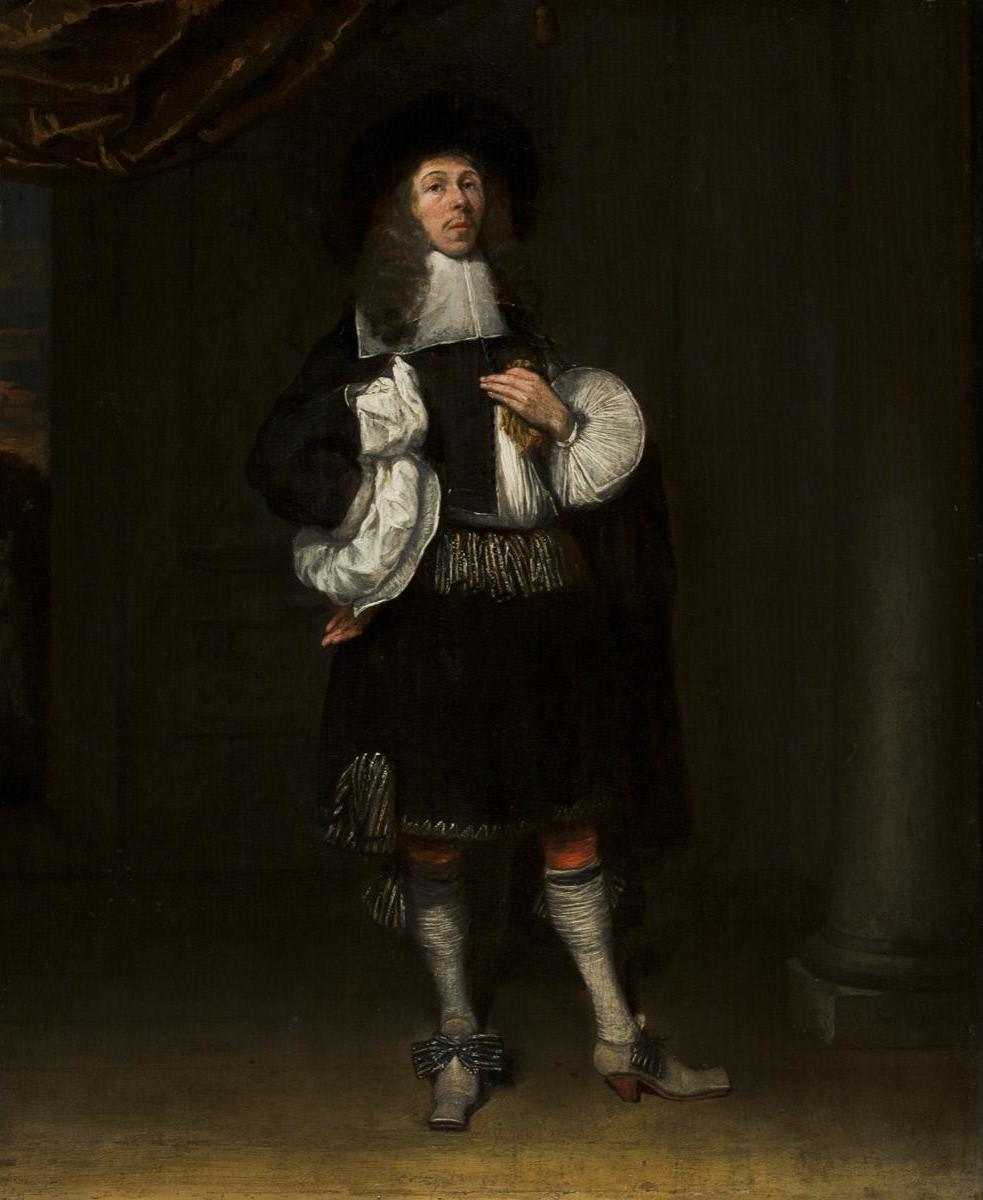
Caspar Netscher: Uomo con veste da renegravio, 1659

Il cosiddetto renegravio ((DE)  Rheingrafenhose; (FR)  Rhingrave; (EN)  Petticoat breeches) era una sorta di gonna pantalone da uomo che faceva parte dell'abbigliamento della nobiltà europea e in parte anche della borghesia a metà del XVII secolo tra il 1650 e il 1670 circa.
I pantaloni consistevano in una "gonna" plissettata lunga all' incirca al ginocchio, con un pantalone a sbuffo che faceva capolino da sotto, allacciato alle ginocchia con dei nastri. Ciò includeva obbligatoriamente le sontuose decorazioni con nastri di seta dai colori vivaci e fiocchi che si trovavano sulle ginocchia, sullo stomaco e intorno alla vita. I pantaloni inferiori potevano anche essere rifiniti con pizzo al ginocchio, così come i polsini della camicia e il colletto.
Inoltre si indossava un farsetto corto, a volte aperto sul davanti, sotto il quale sporgeva la camicia bianca gonfia e orlata di pizzo. E anche calze di seta e scarpe con i tacchi alti. Nastri e fiocchi, anche su maniche, spalle e scarpe tutti dello stesso colore, preferibilmente rosso. Un ampio cappotto senza maniche (o mantello) a volte pendeva sulle spalle.
La nuova moda dei pantaloni sarebbe stata introdotta a Parigi intorno al 1660 dall'ambasciatore olandese Carlo Fiorentino di Salm, che deteneva il titolo di conte del Reno. La corte francese adottò rapidamente la nuova moda, e poiché l'intera nobiltà europea si orientava verso la corte di Luigi XIV, il renegravio fu presto indossato anche in Inghilterra, Germania e Olanda.
I pantaloni erano per lo più realizzati in lino o seta pregiata. Questo travestimento colorato e paradisiaco era spesso percepito come femminile, soprattutto nei tempi moderni (dal XIX al XXI secolo), sebbene non siano mancati critici e schernitori contemporanei.

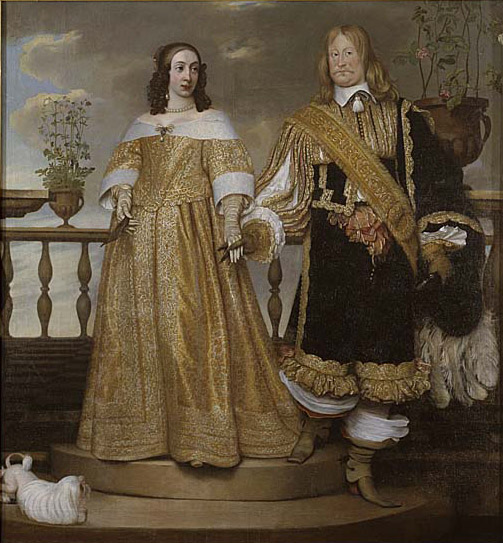
Hendrik Münnichhoven: Magnus Gabriel De la Gardie con Maria Eufrosina del Palatinato-Zweibrücken, 1653
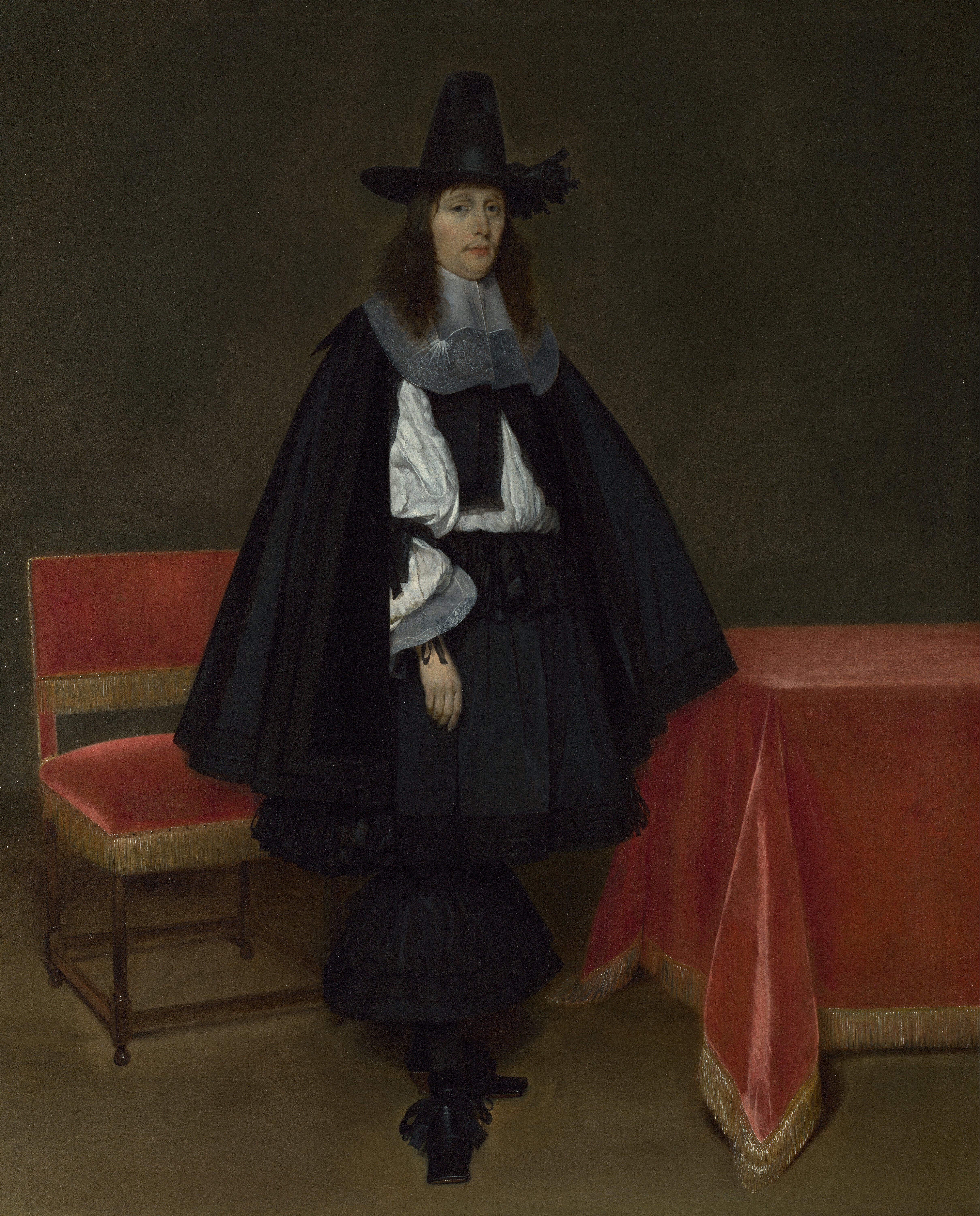
Gerard Terborch: Uomo con abito renegravio, c.1660
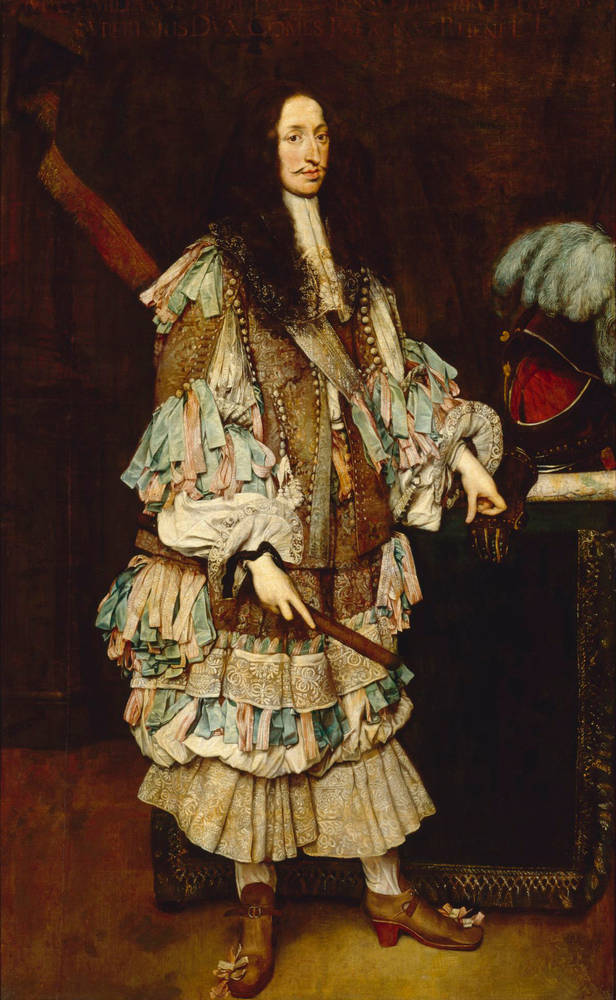
Sebastiano Bombelli: Massimiliano Filippo Girolamo di Baviera, 1666